# Sausheim
Sausheim (elsässisch Saise) ist eine französische Gemeinde mit 5597 Einwohnern (Stand 1. Januar 2022) im Département Haut-Rhin in der Region Grand Est (bis 2015 Elsass).

## Geografie
Die Gemeinde Sausheim liegt an der Ill, drei Kilometer nordöstlich von Mulhouse, auf 230 m Höhe und ist mit der A 35 und der A 36 an das Autobahnnetz angeschlossen. 

## Geschichte
Eine erste Erwähnung gibt es aus dem Jahr 1468. Sausheim wurde von mehreren Kriegen in Mitleidenschaft gezogen, zuletzt vom Zweiten Weltkrieg. Die Befreiung folgte am 6. Februar 1945.
Von 1871 bis zum Ende des Ersten Weltkrieges gehörte Sausheim als Teil des Reichslandes Elsaß-Lothringen zum Deutschen Reich und war dem Kreis Mülhausen im Bezirk Oberelsaß zugeordnet.

### Bevölkerungsentwicklung
| Jahr      | 1910  | 1962 | 1968 | 1975 | 1982 | 1990 | 1999 | 2007 | 2018 |
| Einwohner | 1.398 | 2447 | 3156 | 4940 | 4737 | 4748 | 5470 | 5280 | 5489 |

## Wirtschaft
Historisch wurde Sausheim vor allem durch die Textilindustrie geprägt. Heute ist der größte Arbeitgeber die Autoindustrie (PSA Peugeot Citroën) mit mehr als 13.000 Beschäftigten.

## Sehenswürdigkeiten

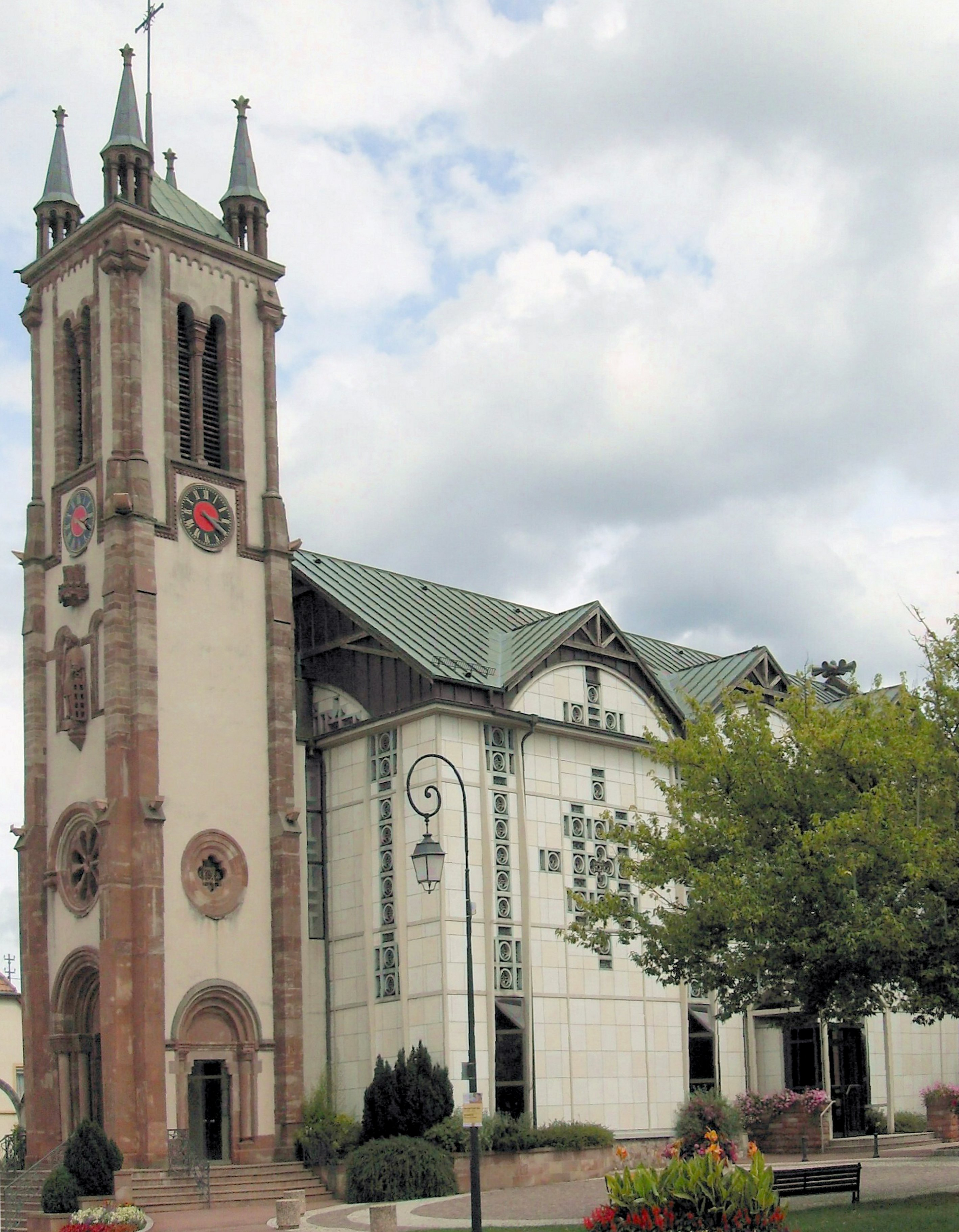
Kirche St. Laurentius
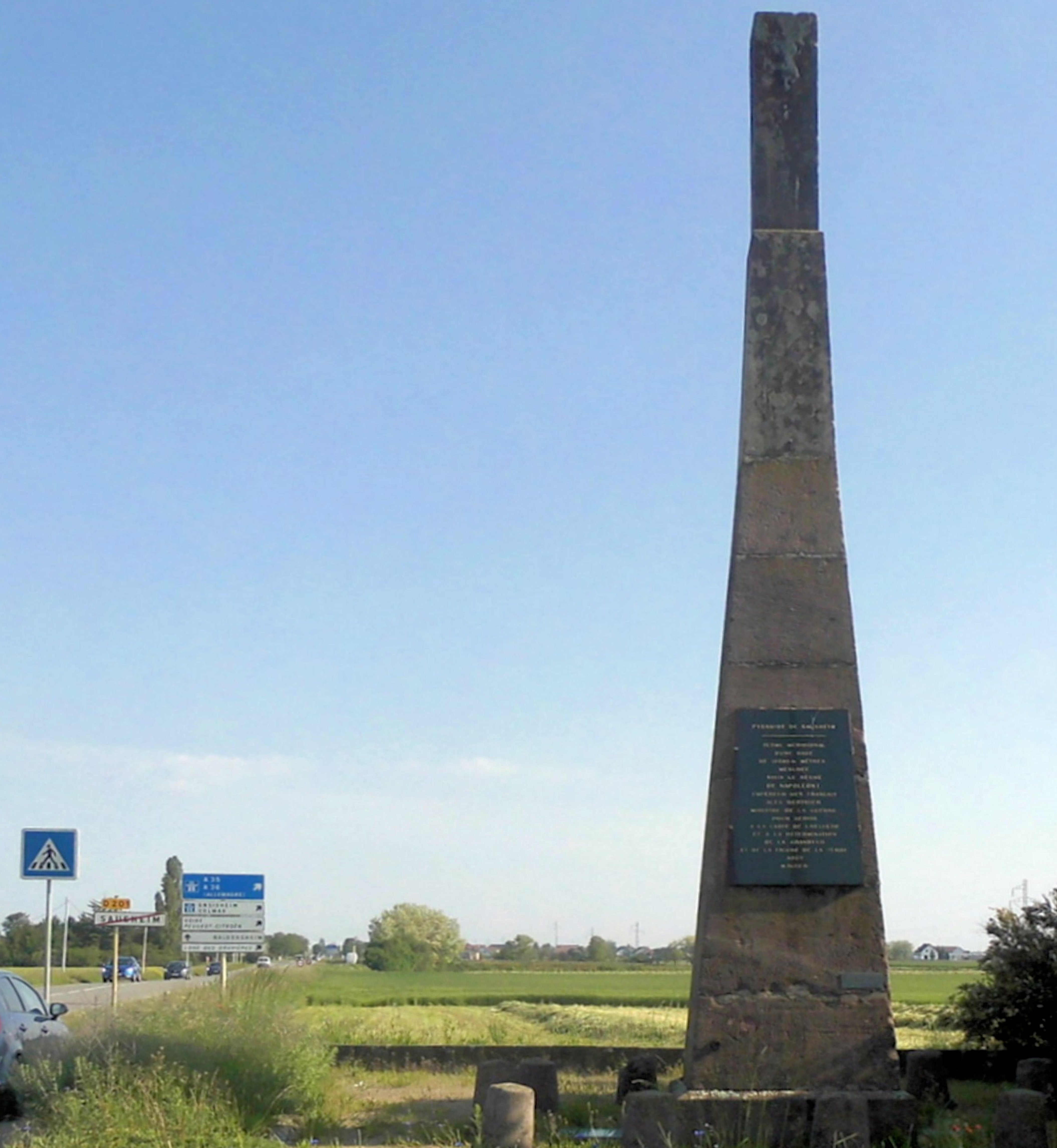
Geodätische Stele

- Kirche St. Laurentius
- Geodätische Stele

## Persönlichkeiten
- Roger Hassenforder (geboren 1930 in Sausheim, gestorben 2021 in Colmar), Radrennfahrer